# 21474 Памелацай
21474 Памелацай (21474 Pamelatsai) — астероїд головного поясу, відкритий 21 квітня 1998 року.
Тіссеранів параметр щодо Юпітера — 3,528.